# Adriano Pereira da Silva
Adriano Pereira da Silva, mais conhecido como Adriano (Salvador, 3 de abril de 1982), é um futebolista brasileiro que atuava como lateral-direito.

## Carreira
Em 20 de dezembro de 2012, atuando pelo Monaco, Adriano sofre de uma ruptura dos ligamentos cruzados do joelho direito no último jogo do ano contra o Clermont (0-0), colocando um fim prematuro à sua temporada. E depois de seis anos no Principado, o clube anunciou que Adriano não faz mais parte dos planos e finaliza o seu contrato de forma amigável.

## Títulos
Atalanta
- Campeonato Italiano da Série B: 2006

Monaco
- Ligue 2: 2012-13